# LR Ahlen 2000-2001
Questa voce raccoglie le informazioni riguardanti l'LR Ahlen nelle competizioni ufficiali della stagione 2000-2001.

## Stagione
Nella stagione 2000-2001 il LR Ahlen, allenato da Franz-Josef Tenhagen, Frank Saborowski e Peter Neururer, concluse il campionato di 2. Bundesliga al 6º posto. In Coppa di Germania il LR Ahlen fu eliminato al primo turno dal Borussia M'gladbach.

## Rosa
| N. |                                | Ruolo | Calciatore         |
| -- | ------------------------------ | ----- | ------------------ |
| 1  | Germania (bandiera)            | P     | Dirk Langerbein    |
| 2  | Germania (bandiera)            | D     | Andreas Zimmermann |
| 3  | Slovacchia (bandiera)          | D     | Petr Čmilanský     |
| 4  | Germania (bandiera)            | C     | René Hecker        |
| 5  | Germania (bandiera)            | D     | Sascha Peters      |
| 6  | Serbia e Montenegro (bandiera) | D     | Petar Vasiljević   |
| 7  | Germania (bandiera)            | D     | Carsten Baumann    |
| 8  | Germania (bandiera)            | C     | Reinhold Daschner  |
| 9  | Germania (bandiera)            | A     | Mario Krohm        |
| 10 | Germania (bandiera)            | C     | Stefan Simon       |
| 11 | Germania (bandiera)            | A     | Marcus Feinbier    |
| 12 | Germania (bandiera)            | D     | Stefan Fengler     |
| 13 | Germania (bandiera)            | C     | Harald Spörl       |
| 13 | RD del Congo (bandiera)        | A     | Skito Litimba      |
| 14 | Germania (bandiera)            | C     | Jörg Schwanke      |
| 15 | Serbia e Montenegro (bandiera) | C     | Slaven Stanic      |
| 16 | Belgio (bandiera)              | C     | Giuseppe Canale    |

| N. |                           | Ruolo | Calciatore          |
| -- | ------------------------- | ----- | ------------------- |
| 17 | Germania (bandiera)       | A     | Angelo Donato       |
| 18 | Germania (bandiera)       | C     | Michael Rösele      |
| 19 | Rep. del Congo (bandiera) | C     | Musemestre Bamba    |
| 20 | Germania (bandiera)       | C     | Ingo Schlösser      |
| 21 | Germania (bandiera)       | P     | Marco Sejna         |
| 22 | Germania (bandiera)       | D     | André Kruphölter    |
| 23 | Camerun (bandiera)        | A     | Cyrille Bella       |
| 24 | Germania (bandiera)       | D     | Alexander Gröger    |
| 25 | Germania (bandiera)       | P     | Carsten Eisenmenger |
| 26 | Germania (bandiera)       | A     | Sebastian Brzezon   |
| 27 | Germania (bandiera)       | D     | Matthias Hamann     |
| 28 | Sudafrica (bandiera)      | C     | Marc Arnold         |
| 29 | Turchia (bandiera)        | A     | Soner Dayangan      |
| 30 | Croazia (bandiera)        | C     | Željko Sopić        |
| 31 | Germania (bandiera)       | D     | Dirk Schuster       |
| 33 | Germania (bandiera)       | A     | Holger Gaißmayer    |

## Organigramma societario
Area tecnica
- Allenatore: Peter Neururer
- Allenatore in seconda:
- Preparatore dei portieri:
- Preparatori atletici:

## Calciomercato

### Sessione estiva
| Acquisti | Acquisti         | Acquisti            | Acquisti |
| R.       | Nome             | da                  | Modalità |
| -------- | ---------------- | ------------------- | -------- |
| C        | Michael Rösele   | Colonia             |          |
| D        | Dirk Schuster    | Admira Wacker M.    |          |
| C        | Marc Arnold      | Karlsruhe           |          |
| D        | Carsten Baumann  | Bayer Leverkusen II |          |
| A        | Cyrille Bella    | Paderborn           |          |
| A        | Soner Dayangan   | Fichte Bielefeld    |          |
| A        | Marcus Feinbier  | Norimberga          |          |
| A        | Holger Gaißmayer | Kickers Offenbach   |          |
| D        | Alexander Gröger | Magdeburgo          |          |
| D        | Matthias Hamann  | TeBe Berlino        |          |
| C        | Jörg Schwanke    | Union Berlino       |          |
| C        | Željko Sopić     | Borussia M'gladbach |          |
| D        | Petar Vasiljević | Osasuna             |          |

| Cessioni | Cessioni         | Cessioni         | Cessioni |
| R.       | Nome             | a                | Modalità |
| -------- | ---------------- | ---------------- | -------- |
| A        | Veselin Gerov    | Paderborn        |          |
| C        | Holger Karp      | Rot-Weiss Essen  |          |
| D        | Heiko Bonan      | SV Wilhelmshaven |          |
| A        | Ulf Raschke      | Rot-Weiss Essen  |          |
| D        | Giovanni Taverna | Preußen Münster  |          |
| D        | Jens Tschiedel   | Union Berlino    |          |

### Sessione invernale
| Acquisti | Acquisti     | Acquisti          | Acquisti |
| R.       | Nome         | da                | Modalità |
| -------- | ------------ | ----------------- | -------- |
| C        | Stefan Simon | Kickers Offenbach |          |
| C        | Harald Spörl | Amburgo           |          |

| Cessioni | Cessioni    | Cessioni        | Cessioni |
| R.       | Nome        | a               | Modalità |
| -------- | ----------- | --------------- | -------- |
| D        | Dirk Böcker | Carl Zeiss Jena |          |

## Risultati

### 2. Bundesliga

#### Girone di andata
| Arbitro: | Perl |

|                                         |           |                                                                          |
| Karp 28’ (rig.) Feinbier 44’ Canale 46’ | Marcatori | 11’, 38’ (rig.) Klasnić 69’, 89’ Trulsen 85’ Bajramović 90’ (aut.) Krohm |

| Arbitro: | Strampe |

|                         |           |  |
| Jarolím 11’ Driller 41’ | Marcatori |  |

| Arbitro: | Margenberg |

|                   |           |              |
| Peters 61’ (aut.) | Marcatori | 10’ Feinbier |

| Arbitro: | Pickel |

|            |           |               |
| Hamann 40’ | Marcatori | 61’, 63’ Vata |

| Arbitro: | Rafati |

|                                               |           |            |
| Frommer 4’ Kerbr 51’ Djappa 52’, 59’ Lexa 86’ | Marcatori | 27’ Hamann |

| Arbitro: | Minskowski |

|           |           |                    |
| Bella 59’ | Marcatori | 83’ (aut.) Fengler |

| Arbitro: | Aust |

|                                          |           |                                 |
| Wedau 43’ Zeyer 52’ (rig.) Güvenışık 73’ | Marcatori | 23’, 61’ Bella 39’ (rig.) Bamba |

| Arbitro: | Wezel |

|              |           |                 |
| Feinbier 36’ | Marcatori | 89’ van der Ven |

| Arbitro: | Kammerer |

|            |           |                   |
| Ašanin 70’ | Marcatori | 76’, 83’ Feinbier |

| Arbitro: | Heynemann |

|                     |           |  |
| Sopić 43’ Bamba 77’ | Marcatori |  |

| Arbitro: | Meyer |

|                              |           |                        |
| Babunski 3’ Skela 18’ (rig.) | Marcatori | 29’ Feinbier 55’ Bella |

| Arbitro: | Lange |

|                |           |  |
| Bella 20’, 49’ | Marcatori |  |

| Arbitro: | Kircher |

|                |           |              |
| Schiersand 75’ | Marcatori | 38’ Schuster |

| Arbitro: | Anklam |

|          |           |  |
| Bella 5’ | Marcatori |  |

| Arbitro: | Frank |

|            |           |  |
| Täuber 52’ | Marcatori |  |

| Arbitro: | Margenberg |

|              |           |  |
| Schuster 10’ | Marcatori |  |

| Arbitro: | Schößling |

|                                                |           |                                  |
| Landgraf 45’ Rüppel 54’ Müller 63’ İnceman 76’ | Marcatori | 22’ Arnold 81’ Donato 88’ Canale |

#### Girone di ritorno
| Arbitro: | Kircher |

|                    |           |                        |
| Rath 16’, 57’, 78’ | Marcatori | 30’ Feinbier 71’ Sopić |

| Arbitro: | Rafati |

|  |           |              |
|  | Marcatori | 22’ Beliakov |

| Arbitro: | Berg |

|                      |           |             |
| Arnold 75’ Krohm 83’ | Marcatori | 71’ Štefulj |

| Arbitro: | Weiner |

|  |           |                              |
|  | Marcatori | 67’, 88’ Feinbier 81’ Arnold |

| Arbitro: | Haupt |

|                                  |           |           |
| Spörl 28’ Feinbier 31’ Bella 35’ | Marcatori | 17’ Traub |

| Arbitro: | Frank |

|                                |           |                           |
| Simon 45’ Bella 46’ Arnold 62’ | Marcatori | 25’ Wohlert 73’ Güvenışık |

| Arbitro: | Weber |

|               |           |              |
| Reinhardt 70’ | Marcatori | 86’ Daschner |

| Arbitro: | Sippel |

|                          |           |              |
| Feinbier 13’ Fengler 41’ | Marcatori | 25’ Witeczek |

| Arbitro: | Minskowski |

|               |           |            |
| Carnevale 86’ | Marcatori | 71’ Arnold |

| Arbitro: | Schößling |

|                         |           |                                              |
| Reichel 60’ Rouissi 77’ | Marcatori | 53’ Gaißmayer 57’ Arnold 76’ Sopić 90’ Spörl |

| Arbitro: | Pickel |

|                                                            |           |                 |
| Arnold 24’ (rig.), 39’ Schuster 35’ Spörl 50’ Feinbier 67’ | Marcatori | 6’, 28’ Tetzner |

| Arbitro: | Aust |

|                |           |  |
| Zimmermann 10’ | Marcatori |  |

| Arbitro: | Kammerer |

|          |           |                 |
| Choji 2’ | Marcatori | 70’, 84’ Arnold |

| Arbitro: | Stark |

|                       |           |  |
| Rösler 63’ Unsöld 82’ | Marcatori |  |

| Arbitro: | Perl |

|                                     |           |           |
| Sopić 16’, 88’ Arnold 51’ Bella 66’ | Marcatori | 90’ Weber |

| Arbitro: | Wezel |

|                       |           |                                 |
| Babatz 26’ N'Kufo 45’ | Marcatori | 7’ Feinbier 45’ (aut.) Škrinjar |

| Arbitro: | Keßler |

|           |           |                             |
| Bella 60’ | Marcatori | 56’ (rig.) Rudan 71’ Müller |

### Coppa di Germania
| Arbitro: | Frank |

|                  |           |                                 |
| Bamba 30’ (rig.) | Marcatori | 26’ (aut.) Zimmermann 86’ Houdt |

## Statistiche

### Statistiche di squadra
| Competizione      | Punti | In casa | In casa | In casa | In casa | In casa | In casa | In trasferta | In trasferta | In trasferta | In trasferta | In trasferta | In trasferta | Totale | Totale | Totale | Totale | Totale | Totale | DR |
| Competizione      | Punti | G       | V       | N       | P       | Gf      | Gs      | G            | V            | N            | P            | Gf           | Gs           | G      | V      | N      | P      | Gf     | Gs     | DR |
| ----------------- | ----- | ------- | ------- | ------- | ------- | ------- | ------- | ------------ | ------------ | ------------ | ------------ | ------------ | ------------ | ------ | ------ | ------ | ------ | ------ | ------ | -- |
| 2. Bundesliga     | 54    | 17      | 11      | 2       | 4       | 33      | 21      | 17           | 4            | 7            | 6            | 28           | 32           | 34     | 15     | 9      | 10     | 61     | 53     | +8 |
| Coppa di Germania | -     | 1       | 0       | 0       | 1       | 1       | 2       | 0            | 0            | 0            | 0            | 0            | 0            | 1      | 0      | 0      | 1      | 1      | 2      | -1 |
| Totale            | 54    | 18      | 11      | 2       | 5       | 34      | 23      | 17           | 4            | 7            | 6            | 28           | 32           | 35     | 15     | 9      | 11     | 62     | 55     | +7 |

### Andamento in campionato
| Giornata  | 1  | 2  | 3  | 4  | 5  | 6  | 7  | 8  | 9  | 10 | 11 | 12 | 13 | 14 | 15 | 16 | 17 | 18 | 19 | 20 | 21 | 22 | 23 | 24 | 25 | 26 | 27 | 28 | 29 | 30 | 31 | 32 | 33 | 34 |
| --------- | -- | -- | -- | -- | -- | -- | -- | -- | -- | -- | -- | -- | -- | -- | -- | -- | -- | -- | -- | -- | -- | -- | -- | -- | -- | -- | -- | -- | -- | -- | -- | -- | -- | -- |
| Luogo     | C  | T  | T  | C  | T  | C  | T  | C  | T  | C  | T  | C  | T  | C  | T  | C  | T  | T  | C  | C  | T  | C  | C  | T  | C  | T  | T  | C  | C  | T  | T  | C  | T  | C  |
| Risultato | P  | P  | N  | P  | P  | N  | N  | N  | V  | V  | N  | V  | N  | V  | P  | V  | P  | P  | P  | V  | V  | V  | V  | N  | V  | N  | V  | V  | V  | V  | P  | V  | N  | P  |
| Posizione | 16 | 17 | 16 | 16 | 18 | 17 | 18 | 17 | 15 | 14 | 15 | 14 | 13 | 11 | 12 | 11 | 12 | 12 | 12 | 12 | 11 | 11 | 11 | 10 | 10 | 9  | 6  | 5  | 4  | 4  | 5  | 6  | 6  | 6  |

Legenda:

Luogo: C = Casa; T = Trasferta. Risultato: V = Vittoria; N = Pareggio; P = Sconfitta.

### Statistiche dei giocatori
| Giocatore      | 2. Bundesliga | 2. Bundesliga | 2. Bundesliga | 2. Bundesliga | Coppa di Germania | Coppa di Germania | Coppa di Germania | Coppa di Germania | Totale   | Totale | Totale      | Totale     |
| Giocatore      | Presenze      | Reti          | Ammonizioni   | Espulsioni    | Presenze          | Reti              | Ammonizioni       | Espulsioni        | Presenze | Reti   | Ammonizioni | Espulsioni |
| -------------- | ------------- | ------------- | ------------- | ------------- | ----------------- | ----------------- | ----------------- | ----------------- | -------- | ------ | ----------- | ---------- |
| M. Arnold      | 26            | 11            | 2             | 1             | 0                 | 0                 | 0                 | 0                 | 26       | 11     | 2           | 1          |
| M. Bamba       | 22            | 2             | 7             | 0             | 1                 | 1                 | 0                 | 0                 | 23       | 3      | 7           | 0          |
| C. Baumann     | 6             | 0             | 2             | 0             | 1                 | 0                 | 0                 | 0                 | 7        | 0      | 2           | 0          |
| C. Bella       | 27            | 11            | 2             | 0             | 1                 | 0                 | 0                 | 0                 | 28       | 11     | 2           | 0          |
| S. Brzezon     | 0             | 0             | 0             | 0             | 0                 | 0                 | 0                 | 0                 | 0        | 0      | 0           | 0          |
| D. Böcker      | 3             | 0             | 1             | 0             | 0                 | 0                 | 0                 | 0                 | 3        | 0      | 1           | 0          |
| G. Canale      | 9             | 2             | 2             | 0             | 1                 | 0                 | 1                 | 0                 | 10       | 2      | 3           | 0          |
| R. Daschner    | 28            | 1             | 7             | 1             | 1                 | 0                 | 0                 | 0                 | 29       | 1      | 7           | 1          |
| S. Dayangan    | 0             | 0             | 0             | 0             | 0                 | 0                 | 0                 | 0                 | 0        | 0      | 0           | 0          |
| A. Donato      | 15            | 1             | 0             | 0             | 1                 | 0                 | 0                 | 0                 | 16       | 1      | 0           | 0          |
| C. Eisenmenger | 0             | 0             | 0             | 0             | 0                 | 0                 | 0                 | 0                 | 0        | 0      | 0           | 0          |
| M. Feinbier    | 29            | 13            | 7             | 1             | 1                 | 0                 | 0                 | 0                 | 30       | 13     | 7           | 1          |
| S. Fengler     | 32            | 1             | 3             | 0             | 1                 | 0                 | 1                 | 0                 | 33       | 1      | 4           | 0          |
| H. Gaißmayer   | 18            | 1             | 1             | 1             | 0                 | 0                 | 0                 | 0                 | 18       | 1      | 1           | 1          |
| V. Gerov       | 1             | 0             | 0             | 0             | 0                 | 0                 | 0                 | 0                 | 1        | 0      | 0           | 0          |
| A. Gröger      | 0             | 0             | 0             | 0             | 0                 | 0                 | 0                 | 0                 | 0        | 0      | 0           | 0          |
| M. Hamann      | 28            | 2             | 12            | 1             | 0                 | 0                 | 0                 | 0                 | 28       | 2      | 12          | 1          |
| R. Hecker      | 1             | 0             | 0             | 0             | 0                 | 0                 | 0                 | 0                 | 1        | 0      | 0           | 0          |
| H. Karp        | 3             | 1             | 0             | 0             | 1                 | 0                 | 1                 | 0                 | 4        | 1      | 1           | 0          |
| M. Krohm       | 14            | 1             | 0             | 0             | 0                 | 0                 | 0                 | 0                 | 14       | 1      | 0           | 0          |
| A. Kruphölter  | 0             | 0             | 0             | 0             | 0                 | 0                 | 0                 | 0                 | 0        | 0      | 0           | 0          |
| D. Langerbein  | 34            | 0             | 3             | 0             | 1                 | 0                 | 0                 | 0                 | 35       | 0      | 3           | 0          |
| S. Litimba     | 2             | 0             | 0             | 0             | 1                 | 0                 | 0                 | 0                 | 3        | 0      | 0           | 0          |
| S. Peters      | 10            | 0             | 1             | 0             | 0                 | 0                 | 0                 | 0                 | 10       | 0      | 1           | 0          |
| M. Rösele      | 19            | 0             | 4             | 0             | 0                 | 0                 | 0                 | 0                 | 19       | 0      | 4           | 0          |
| I. Schlösser   | 7             | 0             | 0             | 0             | 1                 | 0                 | 0                 | 0                 | 8        | 0      | 0           | 0          |
| D. Schuster    | 26            | 3             | 9             | 0             | 0                 | 0                 | 0                 | 0                 | 26       | 3      | 9           | 0          |
| J. Schwanke    | 14            | 0             | 4             | 0             | 1                 | 0                 | 0                 | 0                 | 15       | 0      | 4           | 0          |
| M. Sejna       | 0             | 0             | 0             | 0             | 0                 | 0                 | 0                 | 0                 | 0        | 0      | 0           | 0          |
| S. Simon       | 12            | 1             | 1             | 0             | 0                 | 0                 | 0                 | 0                 | 12       | 1      | 1           | 0          |
| Ž. Sopić       | 26            | 5             | 4             | 0             | 0                 | 0                 | 0                 | 0                 | 26       | 5      | 4           | 0          |
| H. Spörl       | 10            | 3             | 2             | 0             | 0                 | 0                 | 0                 | 0                 | 10       | 3      | 2           | 0          |
| S. Stanic      | 3             | 0             | 0             | 0             | 0                 | 0                 | 0                 | 0                 | 3        | 0      | 0           | 0          |
| P. Vasiljević  | 18            | 0             | 5             | 0             | 0                 | 0                 | 0                 | 0                 | 18       | 0      | 5           | 0          |
| A. Zimmermann  | 30            | 1             | 9             | 0             | 1                 | 0                 | 1                 | 0                 | 31       | 1      | 10          | 0          |
| P. Čmilanský   | 1             | 0             | 1             | 0             | 0                 | 0                 | 0                 | 0                 | 1        | 0      | 1           | 0          |